# La muerte no miente
La muerte no miente (título original: The Dead Will Tell) es una película estadounidense de drama, suspenso y misterio de 2004, dirigida por Stephen Kay, escrita por Mark Kruger, Nancy Fichman y Jennifer Hoppe, musicalizada por Tyler Bates, en la fotografía estuvo Michael Grady y los protagonistas son Anne Heche, Kathleen Quinlan y Chris Sarandon, entre otros. El filme fue realizado por Barbara Lieberman Productions, Granada Entertainment y Robert Greenwald Productions; se estrenó el 24 de octubre de 2004.

## Sinopsis
Emily anda muy alterada por las visiones de una mujer del pasado, esto comenzó a pasarle luego de que su novio se comprometiera con ella, dándole un viejo anillo.